# Mitossoma
A mitossoma é uma organela celular encontrada em alguns eucariotos anaeróbios, como microsporídios (Opisthokonta) e espécies de Entamoeba (Amoebozoa) e Giardia (Excavata). A mitossoma só foi encontrada e identificada recentemente, e a sua função ainda não está bem caracterizada.

## Identificação
A mitossoma foi detectada apenas em anaeróbicoss ou organismos microaerofílicos que não possuem mitocôndrias. Estes organismos não têm a capacidade de obter energia a partir de fosforilação oxidativa, o que normalmente é executado por mitocôndrias. A mitossoma foi descrita pela primeira vez na Entamoeba histolytica, um parasita intestinal dos seres humanos. MAs mitossomas também foram identificadas em várias espécies de Microsporidias e na Giardia intestinalis.
Mitossomas são quase certamente derivadas das mitocôndrias. Como a mitocôndria, as mitossomas têm uma membrana dupla e a maioria das proteínas são entregues por um  sequência alvo de aminoácidos. A sequência alvo é semelhante às utilizadas por mitocôndrias e pré-sequências mitocondriais verdadeiras administrarão as proteínas para as mitossomas. Um certo número de proteínas associadas às mitossomas demonstraram ser intimamente relacionadas com as da mitocôndria ou hidrogenossomas (que também são mitocôndrias degeneradas).
O conhecimento atual indica que as mitossomas provavelmente desempenham um papel na montagem do conjeunto Fe-S, uma vez que não apresenta nenhuma das proteínas envolvidas em outras funções mitocondriais principais (respiração aeróbia, a biossíntese de heme) e apresentam proteínas necessários para a biossíntese do cluster Fe-S (como frataxina, cisteína desulfurase e um Isu1 mitocondrial Hsp70).
Ao contrário de mitocôndrias, as mitossomas não têm genes dentro delas. Os genes dos componentes mitossomais estão contidas no genoma nuclear. Um relatório inicial sugere a presença de DNA neste organelo, mas pesquisas mais recentes têm mostrado que este não é o caso.